# Председников човек
Председников човек (енгл. The President's Man) је амерички акциони филм из 2000. године са Чаком Норисом у главној улози. Овај филм је прављен искључиво за телевизију.

## Радња филма
Џошуа Мекорд (Чак Норис) размишља о повлачењу из тајне службе која чува предсеника САД. Након спасавња прве даме коју су отели терористи, Мекорд почиње да обучава човека који ће га заменити.